# The Newbeats
The Newbeats war eine US-amerikanische Popband, die von 1964 bis 1974 existierte.

## Geschichte
Zur Formation gehörten ab 1963 die Brüder Dean und Mark Mathis sowie Larry Henley. Vorher hatten die Brüder Platten als Duo veröffentlicht, Henley stieß 1963 bei einem Auftritt in Shreveport, Louisiana zur Band.
Im Sommer 1964 erreichte Bread and Butter Platz 2 der US-Billboard-Charts und in Großbritannien Platz 15. Veröffentlicht wurde die Platte auf Hickory Records von Wesley Rose in Nashville, wo die Band auch ihren Namen erhielt; in Deutschland erschienen ihre Singles auf CBS.
The Newbeats traten daraufhin in American Bandstand von Dick Clark sowie in anderen populären US-Shows auf. Später im Jahr kam auch der Nachfolgetitel Everything's Alright, geschrieben von John D. Loudermilk, in die US-Top 20. Das von Dean und Mark Mathis geschriebene Break Away (From That Boy!) erreichte 1965 hingegen nur den 40. Rang, aber dann folgte mit Run, Baby, Run ihr dritter großer Hit, der es in den US-Charts auf Platz 12 brachte.
Anschließend nahmen sie vorwiegend Lieder von Acuff-Rose auf, dem Verlag, dem Hickory Records gehörte.
Weitere Top-10-Hits hatten die Newbeats nicht; Run, Baby, Run gelang 1971 aber der Einzug in die britischen Top-10.
Markant ist die Falsett-Stimme von Henley – bei ihren Hits unterlegt von einem straffen Rhythmus der Studiomusiker und dem Hintergrundgesang der Mathis-Brüder –, die die Lieder prägt. The Newbeats interpretieren somit u. a. (I Can’t Get No) Satisfaction von den Rolling Stones, Help! von den Beatles und Oh, Pretty Woman von Roy Orbison auf ihre eigene Art. Das in Deutschland als B-Seite von Bread and Butter erschienene Tough Little Buggy hingegen ist ein klassischer Surf-Song im Stil von Jan and Dean.
Larry Henley starb Ende 2014 im Alter von 77 Jahren.

## Diskografie

### Alben
| Jahr | Titel          | Höchstplatzierung, Gesamtwochen, AuszeichnungChartsChartplatzierungen (Jahr, Titel, Platzierungen, Wochen, Auszeichnungen, Anmerkungen) | Anmerkungen |
| Jahr | Titel          | US | Anmerkungen |
| ---- | -------------- | --- | ----------- |
| 1964 | Bread & Butter | US56 (19 Wo.)US |             |
| 1965 | Run Baby Run   | US131 (4 Wo.)US |             |

Weitere Alben
- 1965: Big Beat Sounds by The Newbeats

### Singles
| Jahr | Titel Album                                                                             | Höchstplatzierung, Gesamtwochen, AuszeichnungChartplatzierungen (Jahr, Titel, Album, Platzierungen, Wochen, Auszeichnungen, Anmerkungen) | Höchstplatzierung, Gesamtwochen, AuszeichnungChartplatzierungen (Jahr, Titel, Album, Platzierungen, Wochen, Auszeichnungen, Anmerkungen) | Anmerkungen |
| Jahr | Titel Album                                                                             | UK | US | Anmerkungen |
| ---- | --------------------------------------------------------------------------------------- | --- | --- | ----------- |
| 1964 | Bread & Butter Bread and Butter                                                         | UK15 (9 Wo.)UK | US2 (12 Wo.)US |             |
| 1964 | Everything’s Alright Bread and Butter                                                   | — | US16 (9 Wo.)US |             |
| 1965 | Break Away (from That Boy) Big Beat Sounds by The Newbeats                              | — | US40 (7 Wo.)US |             |
| 1965 | (The Bees Are for the Birds) The Birds Are for the Bees Big Beat Sounds by The Newbeats | — | US50 (7 Wo.)US |             |
| 1965 | Run, Baby Run (Back Into My Arms) Run Baby Run                                          | UK10 (13 Wo.)UK | US12 (13 Wo.)US |             |
| 1966 | Shake Hands (And Come Out Crying)                                                       | — | US92 (3 Wo.)US |             |
| 1969 | Groovin (Out on Life)                                                                   | — | US82 (5 Wo.)US |             |

Weitere Singles
- 1965: Little Child
- 1966: Crying My Heart Out
- 1966: Bird Dog
- 1966: My Yesterday Love
- 1967: Don’t Turn Me Loose
- 1967: So Fine
- 1968: Michelle De Ann
- 1968: Hide the Moon
- 1968: Bad Dreams
- 1968: The Girls and the Boys
- 1969: Thou Shalt Not Steal
- 1970: Laura (What's He Got That I Ain't Got)
- 1970: She Won’t Hang Her Love Out (On the Line)
- 1971: Am I Not My Brother's Keeper
- 1972: Remember Love
- 1972: Love Gets Sweeter
- 1974: I Know (You Don't Want Me No More)